# ブタナギ
ブタナギは、手塚治虫の漫画に頻繁に登場するギャグキャラクター。顔が豚、体が蝶のサナギという姿をしており、たいていはコマの端にぶら下がった姿で現れる。登場人物が笑うのと同時に「ハハハハハハハ」などと大笑いしているのがほとんど。そのため、うるさいと怒鳴られることがある。また、『ブラック・ジャック』の「おばあちゃん」では感動して泣いていたり、「盗難」ではママーと共に笑った状態でどろぼう市の商品として売られている。
初出は1959年で『0マン』に登場。以後、手塚のほとんどの作品で描かれている。
なお、スパイダー同様、登場にストーリーとの関連はまったくない。
モデルはヒオドシチョウのサナギである。